# Broussonetia hanjiana
Broussonetia hanjiana är en mullbärsväxtart som beskrevs av M.Kim. Broussonetia hanjiana ingår i släktet Broussonetia och familjen mullbärsväxter. Inga underarter finns listade i Catalogue of Life.